# Sam Bailey
Samantha "Sam" Bailey (29 de junho de 1977) é uma cantora inglesa que venceu a edição de 2013 do reality show musical britânico The X Factor.

## Discografia
| Ano  | Detalhes do Álbum | Melhores posições | Melhores posições | Melhores posições | Vendas      |
| Ano  | Detalhes do Álbum | RU                | IRE               | SCO               | Vendas      |
| ---- | --- | ----------------- | ----------------- | ----------------- | ----------- |
| 2014 | The Power of Love - Lançamento: 24 de março de 2014 - Formato(s): CD, download Digital - Gravadora(s): Syco, Sony    | 1                 | 2                 | 1                 | - : 165.000 |
| 2016 | Sing My Heart Out - Lançamento: 16 de setembro de 2016 - Formato(s): CD, download Digital - Gravadora(s): Tiger Drum | 21                | –                 | 53                | - : 2.118   |

## Singles
| Ano  | Obra         | Melhores posições atingidas | Melhores posições atingidas | Melhores posições atingidas | Certificações | Álbum              |
| Ano  | Obra         | RU                          | IRL                         | SCO                         | Certificações | Álbum              |
| ---- | ------------ | --------------------------- | --------------------------- | --------------------------- | ------------- | ------------------ |
| 2013 | "Skyscraper" | 1                           | 1                           | 1                           | : Prata       | The Power the Love |

## Singles Promocionais
| Ano  | Obra      | Melhores posições atingidas | Melhores posições atingidas | Melhores posições atingidas | Álbum              |
| Ano  | Obra      | RU                          | IRL                         | SCO                         | Álbum              |
| ---- | --------- | --------------------------- | --------------------------- | --------------------------- | ------------------ |
| 2014 | "Compass" | —                           | —                           | —                           | The Power the Love |

## Outras Canções nas Paradas
| Ano  | Obra       | Melhores posições atingidas | Álbum              |
| Ano  | Obra       | RU                          | Álbum              |
| ---- | ---------- | --------------------------- | ------------------ |
| 2014 | "With You" | 147                         | The Power the Love |